# Piotr Son Sŏn-ji
Piotr Son Sŏn-ji (kor. 손선지 베드로) (ur. 1819 w Imcheon w Korei; zm. 13 grudnia 1866 w Jeonju w Korei) – koreański katechista, męczennik, święty Kościoła katolickiego.
Piotr Son Sŏn-ji urodził się w Imcheon w prowincji Chungcheong. Został ochrzczony w dzieciństwie. Był żonaty i miał dwójkę dzieci. Misjonarz Jakub Chastan uczynił go katechistą, a jego dom służył za stację misyjną.
Podczas prześladowania katolików w Korei został aresztowany 3 grudnia 1866 roku. Pomimo tortur nie wyrzekł się wiary. Z tego powodu został ścięty 13 grudnia 1866 roku razem z 5 innymi katolikami (Piotrem Cho Hwa-sŏ, Bartłomiejem Chŏng Mun-ho, Piotrem Yi Myŏng-sŏ, Józefem Han Wŏn-sŏ i Piotrem Chŏng Wŏn-ji).
Dzień jego wspomnienia przypada 20 września (w grupie 103 męczenników koreańskich) oraz w dzienną rocznicę śmierci.
Beatyfikowany 6 października 1968 roku przez Pawła VI, kanonizowany 6 maja 1984 roku w Seulu przez Jana Pawła II w grupie 103 męczenników koreańskich.